# الرحلة المراكشية
الرحلة المراكشية، أو مرآة المساوئ الوقتية هو كتاب في أدب الرحلة من تأليف الفقيه المغربي محمد بن محمد بن عبد الله المؤقت. يُعرف العمل أيضاً بعنوانه الفرعي: السيف المسلول على المعرض عن سنة الرسول صلى الله عليه وسلم. يشكل هذا النص مرآة بانورامية لأوضاع مدينة مراكش في نهاية العصر العلوي الوسيط، ويجمع بين الطابع التوثيقي والنقدي؛ مما يجعله مصدرًا تاريخيًا وأدبيًا فريدًا في بابه.

## مضمون الكتاب
جاءت «الرحلة المراكشية» على هيئة رسائل وتقارير نثرية كتبها المؤلف أثناء تجواله في مراكش، وأقرب إلى رحلة داخل المجتمع وعاداته ونظمه. يرصد المؤلف الفساد الإداري والديني، ويندد بالتخلف العلمي، ويستعرض مظاهر الترف والغفلة والانحراف عن السنة النبوية؛ وهو ما يفسر عنوانه الفرعي «السيف المسلول على المعرض عن سنة الرسول».

## أسلوب الكتاب
ينتمي محمد بن محمد بن عبد الله المؤقت إلى أسرة علمية عريقة بمراكش، وكان من علماء الزيتونة والقرويين، تولى الخطابة والتدريس في عدة مساجد. اشتهر بجرأته في النقد الاجتماعي والديني وسعة اطلاعه.كتب المؤلف بأسلوب فصيح يمزج بين الفقه والأدب، مستخدماً السجع والاقتباس من القرآن والحديث. النص موجه للقارئ المتعلم ويظهر فيه غرض الإصلاح الأخلاقي والاجتماعي بشكل واضح.

## القيمة التاريخية
يشكّل كتاب «الرحلة المراكشية، أو مرآة المساوئ الوقتية» وثيقة فريدة تغوص في عمق الحياة الاجتماعية والاقتصادية والثقافية لمدينة مراكش خلال العقود الأخيرة من القرن التاسع عشر الميلادي. إذ تتجاوز قيمته بصفته نصاً أدبياً إلى أن يكون سجلاً توثيقياً متضمناً ملاحظات تفصيلية حول مؤسسات المدينة التقليدية مثل الزوايا، والأسواق، وحلقات العلم، ومحاكم القضاء؛ وهو ما يجعله مصدراً أساسياً لفهم بنية المجتمع المراكشي في تلك الحقبة، بعيداً عن التصوير الاستشراقي أو المؤسسي الرسمي. فالمؤلف لا يكتفي برصد مظاهر الرفاهية السلطوية، بل يفضح أيضاً مظاهر الفساد الإداري والأخلاقي بين الأفراد والطبقات الحاكمة، مُسجّلاً وقائع فساد بعض القضاة وموظفي العرش وانتشار الظلم في الأقضية وعدم إنصاف المظلومين، مستدلاً بأسماء وأحداث دقيقة تعزّز من مصداقية الكتاب كمصدر تاريخي.كما يرصد الكتاب العلاقات الاقتصادية بين مختلف فئات المجتمع؛ من كبار التجار وأصحاب المهن التقليدية إلى العمال البسطاء. فيصف بأسلوب تفصيلي أسعار السلع الأساسية في الأسواق الشهيرة مثل سوق العلّالات وسوق التوابل، ويذكر طرق المفاوضة بين البائعين والمشترين، وما كان يُفرض من ضرائب و"سكات"، إلى جانب رصد دقيق لأوقات فتح وغلق المحلات. هذا التوثيق يجعل من النص مرجعاً مهماً لدراسة نشاط التجارة وأساليب الإنتاج والتوزيع في مراكش آنذاك.
ومن الجانب التعليمي، يضيء المؤلف على زوايا القرويين وابن يوسف وحلقات العلم المتنقلة، موثقاً أسماء العلماء والأساتذة، وعدد طلابهم، وموضوعات الدروس التي كانت تُلقى فيها. ويشير إلى تداول المخطوطات وعمليات نسخها وبيعها في أسواق الكتب، ما يتيح للباحثين تعقب مسارات الأفكار وتطورها داخل الحاضرة المغربية.أما روحانياً وفكرياً، فيعالج الكتاب مواضيع الطقوس الصوفية والموالد والاحتفالات الدينية، منتقداً بعض الانحرافات الطقسية، ومبرزاً الفارق بين الصوفية الاعتبارية والطرق المبتدعة. وتأتي هذه المعالجة لتنسج مع النص بعداً علمانياً يربط بين الدين والمجتمع، ويكشف عن أدوار الزوايا في الساحة المراكشية.وعمرانياً، يقدم الكتاب وصفاً معمارياً لقصبة تانسيفت وأسوار المدينة وأبوابها المشرعة على جبال الأطلس، مع رصد لحال صيانة هذه الآثار وما لحقها من إهمال أو ترميم جزئي. وهذا الجانب الأثري يهم الباحثين في تاريخ فن العمارة الإسلامي بالمغرب.
في مجموع تفاصيله ورصد وقائعه، يوفر كتاب «الرحلة المراكشية» مادة دسمة للباحثين في مجالات التاريخ الاجتماعي والاقتصادي والثقافي والروحي، ويؤكد مكانته كمرجع ضروري للوقوف على واقع مراكش في حقبة حاسمة من تاريخ المغرب ما بين عصر الحماية والتحولات الداخلية للمجتمع المغربي.

## أهمية الرحلة في السياق المغربي
نُشرت «الرحلة المراكشية» لأول مرة سنة 1980 عن دار الرشاد الحديثة بالدار البيضاء ضمن منشورات التراث المغربي، بالاستناد إلى مخطوطة نادرة راجعها محققون مغاربة.تندرج «الرحلة المراكشية» ضمن أدب النقد الاجتماعي الذي يجمع بين التوثيق والإصلاح، وقد قورنت برحلات معاصرة مثل الرحلة الزيدانية ونزهة المشتاق لابن عبد السلام الناصري، غير أنها تنفرد بأسلوبها الحاد وطابعها السجالي.